# هانوش بورگر
هانس هربرت بورگر (انگلیسی: Hans Herbert Burger; ۴ ژوئن ۱۹۰۹ – ۱۳ نوامبر ۱۹۹۰) که با نام‌های «هانوش بورگر»، «هانس بورگر»، و «یان بورگر»، و همچنین با نام‌های مستعار «هانس هربرت» و «پتر هرادتس»، شناخته میشود، کارگردان تئاتر، سینما و تلویزیون، نمایشنامه‌نویس و نویسنده کتاب‌ و فیلمنامه‌ بود. او اصالت چکی و یهودی داشت. از فیلم هایی که او کارگردانی کرده میتوان به مستند بحران اشاره نمود.